# Champniers (Charente)
Champniers ist eine französische Gemeinde mit 5.237 Einwohnern (Stand 1. Januar 2022) im Département Charente in der Region Nouvelle-Aquitaine. Sie gehört zum Arrondissement Angoulême und zum Kanton Gond-Pontouvre.

## Geographie
Die Gemeinde liegt im Ballungsraum rund acht Kilometer nördlich von Angoulême in der Naturlandschaft Angoumois. Die Entfernung nach Cognac beträgt rund 40 Kilometer, nach La Rochefoucauld 15 Kilometer und nach Mansle 18 Kilometer. Die Nachbargemeinden sind Anais im Norden, Brie im Osten, Ruelle-sur-Touvre im Süden, Gond-Pontouvre im Südwesten, Balzac im Westen und La Boixe im Nordwesten. 
Im Gemeindegebiet liegen folgende Weiler und Ortschaften: Viville, Argence, Vouillac, La Chignolle, Les Rossignols, Les Chauvauds, Denat, Fontenille, Fraîchefond et Chez Surand, Les Cloux, La Simarde, Les Coussauds, Villeneuve und Les Montagnes.
Das Flüsschen Argence, ein Nebenfluss der Charente, durchquert die Gemeinde.

### Verkehrsanbindung
Von Angoulême nach Champniers führt die Route Nationale N2010, die zunächst die autobahnähnlich ausgebaute N10 begleitet, schließlich in diese mündet und nach Poitiers weiterführt. Ein großes Autobahndreieck führt zu der an der südlichen Gemeindegrenze Richtung Nordost verlaufenden N141. Auch der Flughafen Angoulême-Cognac liegt großteils im Gemeindegebiet von Champniers. Durch das westliche Gemeindegebiet führt die Eisenbahnlinie Bordeaux-Paris.

## Bevölkerungsentwicklung
| Jahr      | 1968 | 1975 | 1982 | 1990 | 1999 | 2006 | 2016 |
| Einwohner | 2762 | 3493 | 4094 | 4358 | 4604 | 4951 | 5184 |

## Sehenswürdigkeiten
- Kirche Sainte-Eulalie aus dem 12. Jahrhundert, Monument historique[1]